# Katherine Mansfield

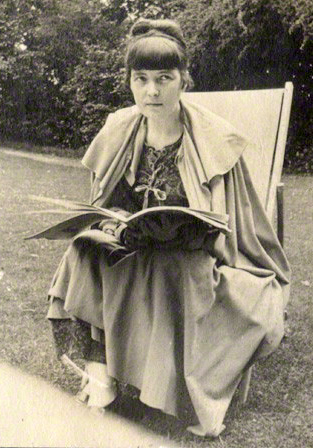
Katherine Mansfield

Katherine Mansfield, geboren als Kathleen Mansfield Beauchamp (Wellington, 14 oktober 1888 – Fontainebleau, 9 januari 1923) was een Engels schrijfster van vooral korte verhalen, van Nieuw-Zeelandse herkomst.

## Leven
Mansfield groeide op in Nieuw-Zeeland, in een dorpje nabij Wellington, als dochter van een rijke koloniale handelaar annex bankier. In 1903 verliet ze Nieuw-Zeeland om drie jaar lang te gaan studeren aan het Queen's College in Londen, gespecialiseerd in onderwijs en opvoeding van meisjes en jonge vrouwen. In 1906 keerde ze nog voor twee jaar terug naar haar geboorteland, kon niet meer aarden in het bekrompen koloniale milieu waar ze was opgegroeid, en vestigde zich vanaf 1908 definitief in Europa, allereerst in Engeland.
In 1909 huwde ze de tien jaar oudere musicus George Bowden om hem de volgende dag reeds te verlaten (zonder dat iemand ooit duidelijk is geworden waarom). Zwanger van een andere man verbleef ze vervolgens enige maanden in het buitenland, waar ze een miskraam kreeg, en materiaal opdeed voor haar eerste verhalenbundel. Terug in Engeland knoopte Mansfield vriendschappen aan met modernistische schrijvers zoals D.H. Lawrence en Virginia Woolf en begon een relatie met de literatuurcriticus John Middleton Murry, met wie ze 1912 en 1915 de literaire bladen Rhythm en The Blue Review redigeerde.
De relatie met Murry verdiepte zich snel, maar was voor Mansfield nooit echt bevredigend vanwege een gebrek aan warmte en liefde. Ze bleef zich bovendien ontworteld voelen in Europa. Na de dood van haar broer in 1915 keerden haar gedachten terug naar haar jeugd en haar vaderland en schreef ze een serie korte verhalen met Nieuw-Zeeland als achtergrond, die tot haar beste werk horen: Prelude (1917), Gelukzalig en andere verhalen (1920) en Het tuinfeest en andere verhalen (1922).
Mansfield leed een belangrijk deel van haar leven aan gezondheidsklachten. Vanaf 1911 had ze ernstige gewrichtsklachten vanwege een te laat ontdekte gonorroe. In 1917 manifesteerde zich de tbc waaraan ze vijf jaar later, op haar 34e, overleed. In haar laatste jaren verbleef ze vanwege gezondheidsredenen veel in Frankrijk. Vanaf haar ziekbed schreef ze aan John Murry: “Je hebt niet veel fantasie nodig om Tsjechov op zijn sterfbed te zien liggen, terwijl hij denkt: ik heb nooit echt een kans gehad. Ergens moet iets fout zijn gelopen”. Er is niet veel fantasie nodig om in te zien dat ze het over zichzelf had. Uit de biografie die Anthony Alpers over haar schreef komt Mansfield naar voren als een grillige, ambitieuze, dappere en onconventionele vrouw. Het lot wilde dat haar grote roem pas na haar dood een feit werd. Ze geldt heden ten dage als een van de belangrijkste Engelstalige schrijvers van korte verhalen uit de eerste helft van de vorige eeuw.
Katherine Mansfield ligt begraven op het kerkhof van Avon, nabij Fontainebleau.

## Typering van haar werk
Het werk van Mansfield vertoont nadrukkelijk verwantschap met dat van Tsjechov, die ze als haar voorbeeld beschouwde, ruim voordat deze in het Westen grote naam maakte. Kenmerkend voor haar vertellingen is dat ze geen vernuftige plots of heftige intriges bevatten. Ze blinkt vooral uit in sfeertekeningen en aandacht voor realistische details. Er is sprake van een grote originaliteit in de behandeling van chronologie en ‘point of view’. Haar taalgebruik is lyrisch maar beheerst, met een groot vermogen om stemmingen voelbaar te maken.

## Trivia
- Mansfield stond bekend om een ontstuimig liefdesleven, 'versleet' veel geliefden en minnaars, soms ook vrouwen, ook gedurende de periode dat ze een relatie met John Murry had.
- Mansfield was voor een vrouw uit haar tijd ongewoon zakelijk. Ze staat te boek als de eerste vrouwelijke auteur die duidelijke contracten eiste van haar uitgever, waarbij ze zelf dicteerde wat er in opgenomen moest worden.
- Mansfield stond model voor Gudrun in D.H. Lawrences Woman in Love: een aantrekkelijk, artistiek begaafd en begenadigd verteller.
- Virginia Woolf schreef in haar dagboek dat Mansfield de enige schrijfster was op wier schrijverskwaliteiten ze jaloers was.

## Werken (selectie)
- In a German Pension (13 verhalen, 1911) - Nederlands: In een Duits Pension
- Prelude (Novelle, 1917, later opgenomen in Bliss)
- Bliss (Verhalen, 1920) - Nederlands: Verrukking / Gelukzalig en andere verhalen
- The Garden Party and other short stories (15 verhalen, 1922) - Nederlands: Het tuinfeest en andere verhalen
- The Doves' Nest (Verhalen, 1923)
- Something Childish (Verhalen, 1924)